# Hippoidea
Hippoidea is een superfamilie van kreeftachtigen uit de klasse van de Malacostraca (hogere kreeftachtigen).

## Families
- Albuneidae Stimpson, 1858
- Blepharipodidae Boyko, 2002
- Hippidae Latreille, 1825